# Наша культура
«Наша культура» — науково-літературний місячник. Виходив у Варшаві 1935—37 (32 кн.). Головний редактор і видавець — І.Огієнко. Відповідальні редактори — І.Коровицький, О.Марковський та А.Огієнко. Висвітлювалась історія української культури (з ухилом у мовознавство), починаючи з протоісторії (статті  Л.Білецького, Я.Гординського,  І.Огієнка, К.Студинського, В.Щербаківського). Окремі статті мали актуальний характер — «М.П. Драгоманів і терор у Росії» О.Мицюка, «Біла раса й кольорове людство» О.Бочковського. Вміщувалися статті з історіографії України (про М.Грушевського, М.Василенка, Я.Шульгіна), музейництва (про Національний музей у Львові), мово- та літературознавства, історії освіти (здебільшого про Український державний університет у Кам’янці-Подільському), музики. Друкувалися інформаційні статті про Український науковий інститут у Берліні, Музичне товариство ім. М.Лисенка у Львові. Були опубліковані автобіографії І.Огієнка (митрополита Іларіона), В.Липківського та А.Чайковського, спогади П.Скоропадського, спогади про Ф.Вовка, О.Нижанківського та С.Черкасенка. Журнал пильно стежив за життям у Радянській Україні, становищем ВУАН. Вміщувалися туристичні нотатки, а також огляди драматичної й поетичної творчості, прози та поезії в підрадянській Україні — огляди творчості М.Рильського, Б.Антоненка-Давидовича, М.Бажана та ін. Передруковувалися твори Г.Косинки, Ю.Вухналя. Вміщувалися вірші Б.-І.Антонича, Б.Лисянського. Висвітлювалися зв’язки з українською культурою П.- Й.Шафарика, А.Черни. Систематично друкувалися рецензії, хроніка, а також бібліографія поточних видань. Обкладинка — М.Бутовича. Журнал відзначався високою культурою текстів і друку.
- «Наша культура» — літературний місячник, додаток до тижневика «Наше слово», який виходить у Польщі з 1958 з перервами за редакцією М. Щирби, А. Середницького[1]